# Кульча
Кульча (рос. Кульча) — село у Куйбишевському районі Новосибірської області Російської Федерації.
Входить до складу муніципального утворення Осиновська сільрада. Населення становить 324 особи (2010).

## Історія
Згідно із законом від 2 червня 2004 року органом місцевого самоврядування є Осиновська сільрада.

## Населення
| 2002 | 2007 | 2010 |
| ---- | ---- | ---- |
| 447  | ↗494 | ↘324 |